# 14143 Hadfield
14143 Hadfield è un asteroide della fascia principale. Scoperto nel 1998, presenta un'orbita caratterizzata da un semiasse maggiore pari a 2,3789761 UA e da un'eccentricità di 0,1367439, inclinata di 5,95882° rispetto all'eclittica.
L'asteroide è dedicato al Chris Hadfield.